# Künpang Lhawang Dorje
Künpang Lhawang Dorje was de derde koning uit de Tsang-dynastie in de regio Tsang in Tibet. Als koning wordt hij vermeld in 1582. Hij volgde zijn broer Thutob Namgyal op. Na hem regeerde zijn broer Tensung Wangpo.